# Port-Royal (Acadie)
Pour les articles homonymes, voir Port-Royal.
Port-Royal, aujourd'hui en Nouvelle-Écosse, fut la capitale de l'Acadie jusqu'en 1710 quand, après sa capture par les Anglais, elle fut renommée Annapolis Royal. Port Royal fut fondée en 1605 et était la ville la plus peuplée de l'Acadie durant les cent premières années de son existence. Port-Royal fut victime de la lutte franco-anglaise pour la conquête de l'Amérique du Nord et changea souvent de souverains jusqu'en 1710. La population fut déportée par les Britanniques à l'automne 1755.

## Histoire

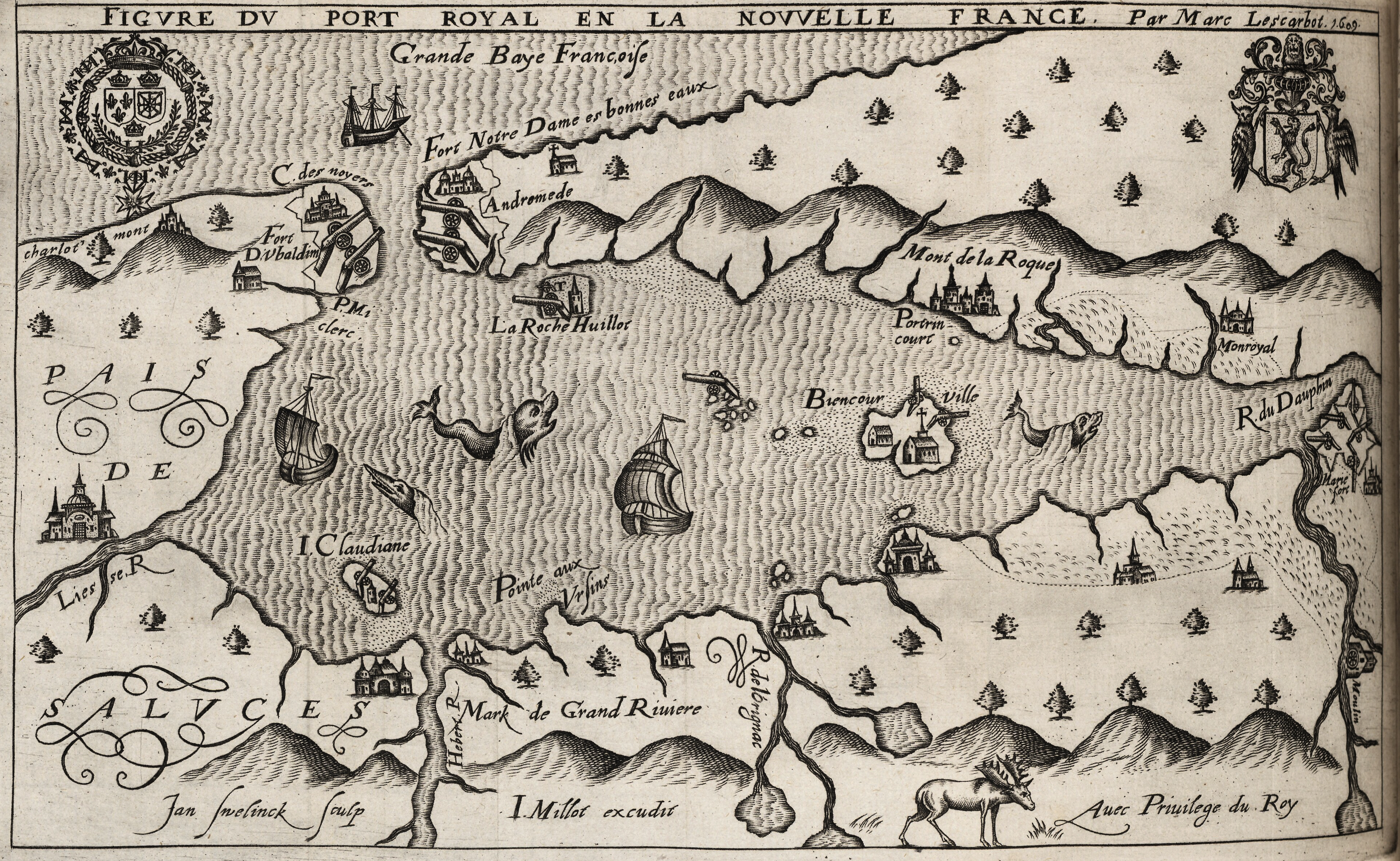
Figure du Port Royal en la Nouvelle France, par Marc Lescarbot.

Port-Royal a été fondée par  Pierre Dugua de Mons en 1605, assisté de Samuel de Champlain.
En 1599, Pierre Dugua de Mons vend son château de Mons afin de financer une expédition vers les terres nouvelles avec Pierre Chauvin, autre protestant originaire de Normandie. En 1603, le roi Henri IV nomme de Mons « Lieutenant général du pays, côtes et confins de l’Acadie » et vice-amiral. Il devra « conquérir ces terres et convertir les amérindiens au christianisme ». Pour financer cette entreprise, le roi accorde à de Mons le monopole du commerce des fourrures avec les indiens.
Pierre Dugua de Mons explore les environs en 1604 mais fonde la première colonie de l'Acadie à l'île Sainte-Croix. À la suite de l'échec de la colonie, Pierre Dugua de Mons fonde et construit l'Habitation de Port-Royal en 1605. 
Incendie de 1613

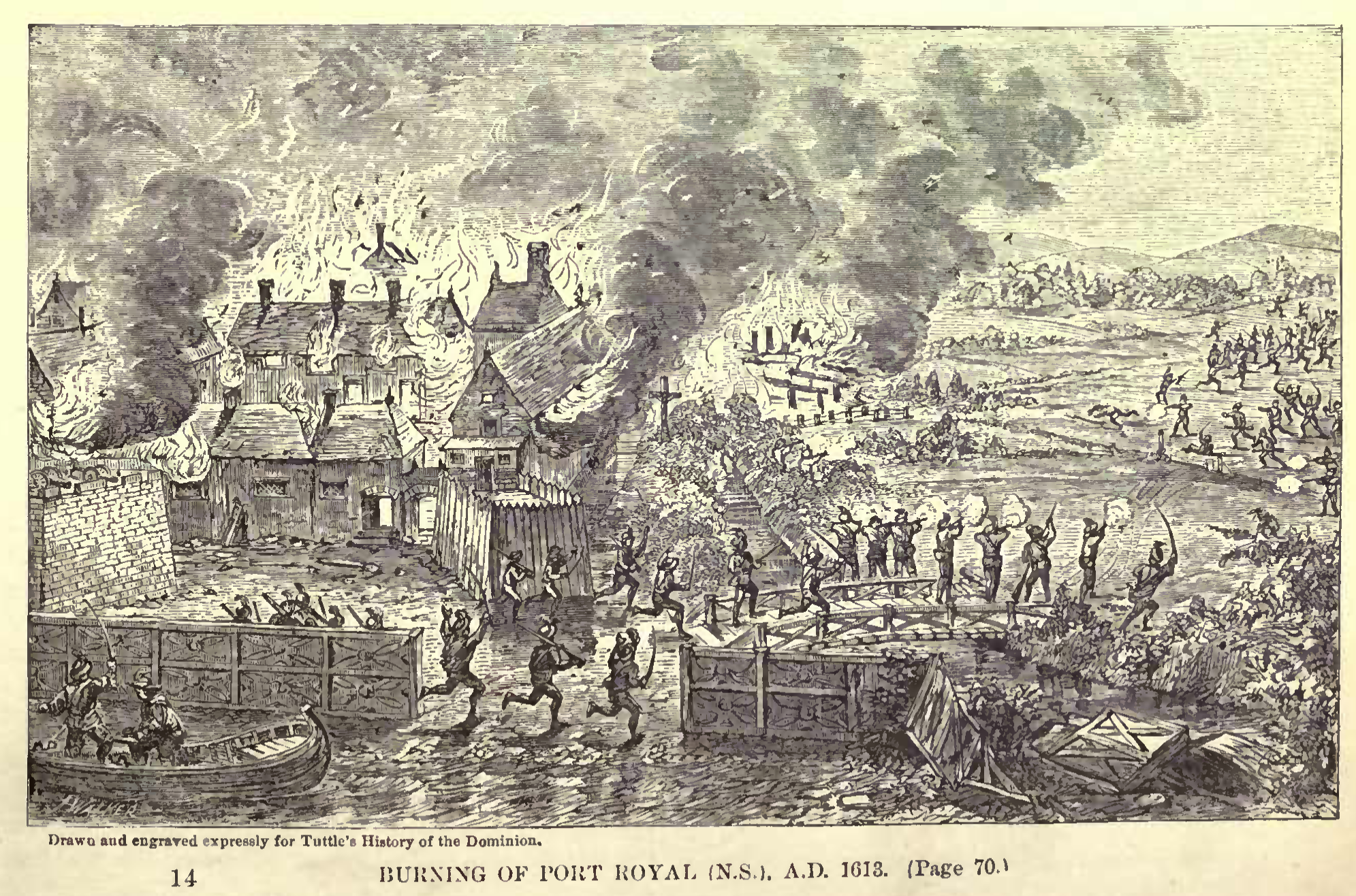
Incendie de Port Royal, Acadie, 1613.

En 1613, Samuel Argall, venant de Virginie, attaque et détruit Port-Royal. En 1621, le roi Jacques Ier d'Angleterre accorde l'Acadie, qu'il renomme Nouvelle-Écosse, à William Alexander. En 1622, ce dernier envoie un bateau et quelques colons pour construire le fort Anne. 
Retour à la France
L'Acadie retourne à la France en 1629. Charles de Menou d'Aulnay déplace des colons de La Hève vers Port-Royal entre 1632 et 1634. Sedgwick prend Port-Royal en 1654 mais elle est retournée à la France en 1667. Port-Royal est à nouveau prise en 1680 mais retournée à la France, probablement au cours de la même année. William Phips prend Port-Royal en 1690 mais elle est rendue aux Français peu après. Les Acadiens reconstruisirent le fort en 1702 en carré fait de terre avec quatre bastions. Le fort demeure encore intact aujourd'hui. Le fort a résisté aux assauts des Anglais en 1704 et aux mois de juin et juillet 1707, lorsque le Massachusetts tente de prendre Port-Royal, mais sans succès. Le magasin du fort fut construit en 1708. 
Reprise

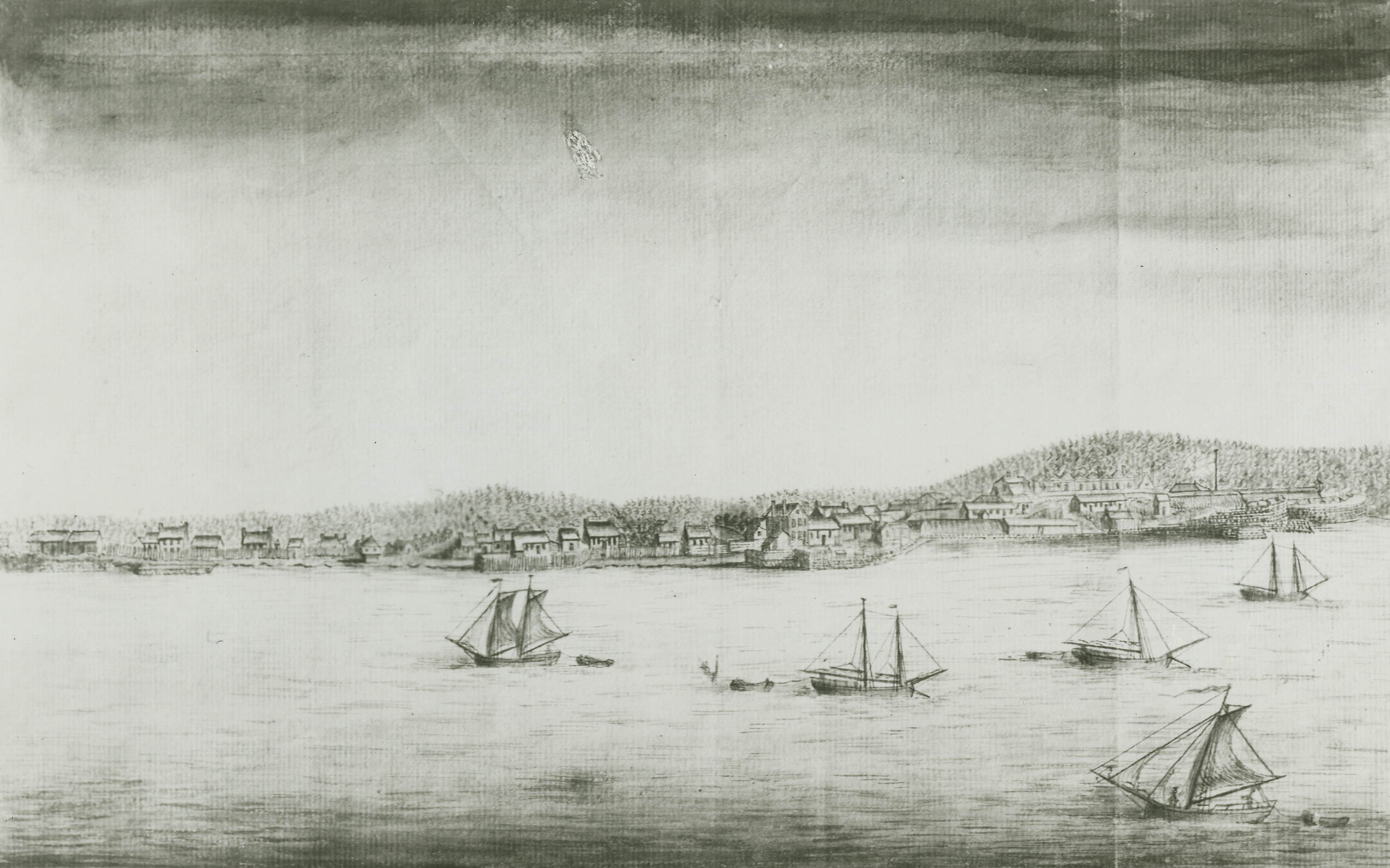
Port-Royal en 1753.

Avec l’habitation de Port-Royal, cette région se trouve être la colonie européenne la plus ancienne au nord de Saint Augustine en Floride.
Francis Nicholson parvient à prendre la ville et le fort en octobre 1710 durant le siège de Port-Royal et il renomme Port-Royal, Annapolis Royal. En 1711, un détachement parti du fort Anne se fait prendre en embuscade durant la bataille de Bloody Creek, faisant 30 morts. Un groupe d'Amérindiens mené par le prêtre Le Loutre attaque Annapolis Royal en 1744. Halifax remplace Annapolis Royal à titre de capitale provinciale en 1749. En 1755, environ 1 750 Acadiens des environs sont déportés par les Britanniques, alors que leurs maisons et fermes sont incendiées.

## Démographie

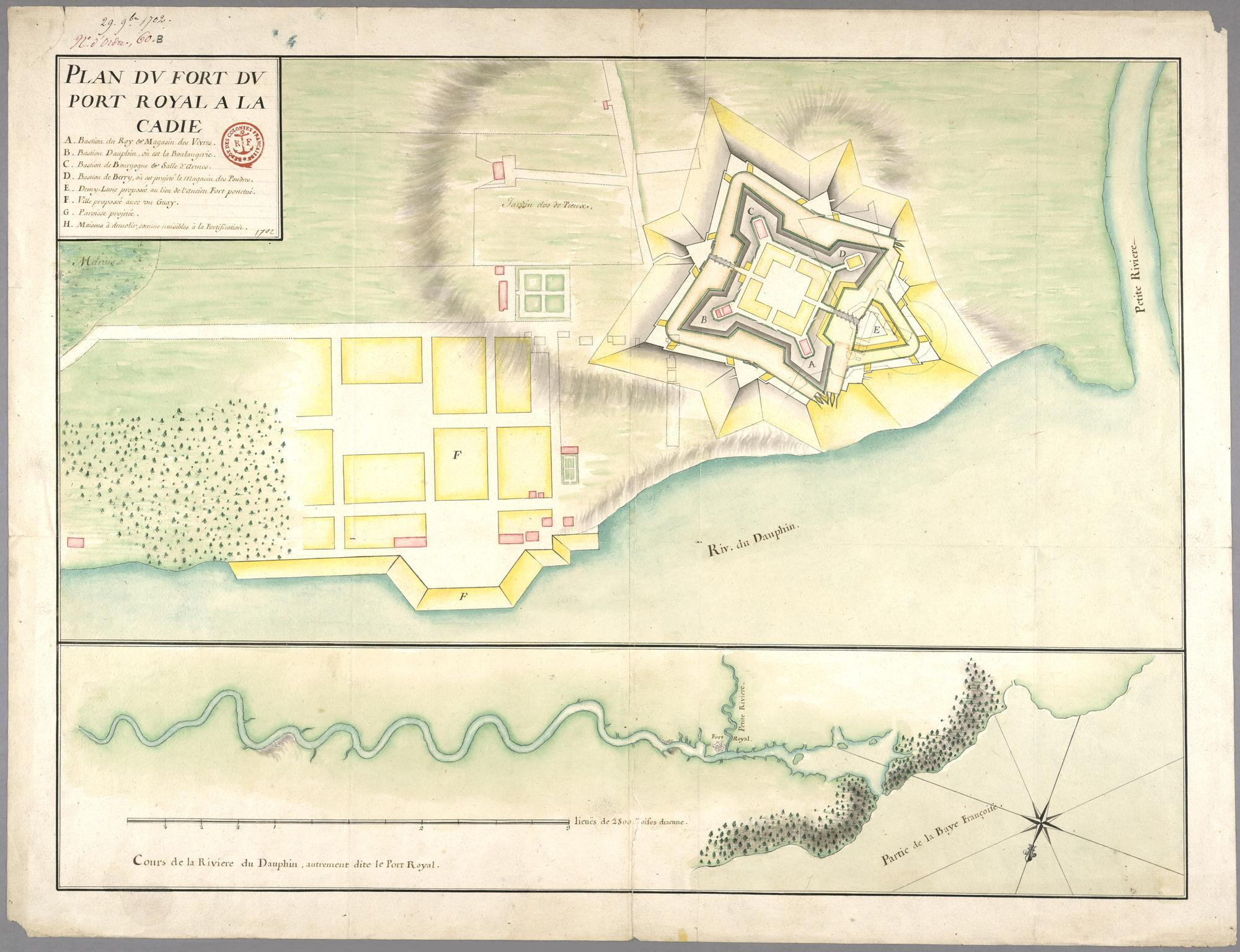
Dessin militaire de Port-Royal et de son fort en 1702.

| Année | Nombre d'habitants |
| ----- | ------------------ |
| 1605  | 44                 |
| 1630  | 300                |
| 1671  | 363                |
| 1686  | 592                |
| 1693  | 499                |
| 1698  | 575                |
| 1701  | 456                |
| 1703  | 504                |
| 1707  | 570                |
| 1714  | 900                |
| 1730  | 900                |
| 1737  | 1 406              |
| 1748  | 1 750              |

### Architecture
- Fort Port-Royal[3].
- Logis d'officiers[4].
- Poudrière sud[5].
- Poudrière du trou noir[6].